# Hinrich Lohse
Hinrich Lohse (Mühlenbarbek, 2 settembre 1896 – Mühlenbarbek, 25 febbraio 1964) è stato un politico tedesco.

## Biografia
Entrò nel Partito nazionalsocialista nel 1923 e nel 1925 era Gauleiter dello Schleswig-Holstein. Nel 1932 fu eletto al Reichstag. Tra il 1941 ed il 1944 fu commissario del Reich nell'Ostland, che comprendeva i Paesi Baltici e la Bielorussia.